# Clepsis parassensus
Clepsis parassensus es una especie de polilla del género Clepsis, categorizada en la tribu Archipini, de la subfamilia Tortricinae.

## Distribución
Se distribuye por Ecuador.

## Taxonomía
Fue descrita por Razowski en 2004 y publicada en (Clepsis), Acta zool. cracov. 47: 252.